# Роуан Аткинсон
Роуан Себастијан Аткинсон (енгл. Rowan Atkinson) је британски глумац, комичар и сценариста рођен 6. јануара 1955. године у Консету (Енглеска). Познат је по хумористичким серијалима Мистер Бин и Црна Гуја. Године 2013. краљица Елизабета II доделила му је титулу витеза.

## Детињство и образовање
Аткинсон, најмлађи од четворице браће који је рођен у Консету, округ Дарам, Енглеска, 6. јануара 1955.
Његов отац је био Ерик Аткинсон, по занимању фармер и директор. Има два старија брата. Први је Родни Аткинсон, који је евроскептични економиста и политичар, који је поражен у тесној борби за вођство Странке за независност Уједињеног Краљевства 2000. године. Други брат се зове Руперт Аткинсон и до сада није имао запаженијих јавних наступа.
Након завршетка основне и средње школе Роуан је студирао на Универзитету у Оксфорду, на смеру за електро инжењера. Током школовања на Оксфорду упознаје многе писце и глумце са којима ће касније сарађивати.

## Каријера

### Телевизија
Роуан Аткинсон је један од највећих, ако не и највећи комичар малих екрана. Једне од најпознатијих хумористичних серија су:
- Not the Nine O'Clock News
- Црна Гуја
- Црна Гуја 2
- Црна Гуја 3
- Црна Гуја 4
- Мистер Бин

Због његове велике популарности неки га називају и Чарлијем Чаплином модерног времена. Аткинсон се појавио и на многим „Само за смех” фестивалима. Снимио је већи број реклама за познате светске фирме.

### Филм
Аткинсонова филмска каријера је почела 1983. године са споредном улогом у Џејмс Бонд филму Никад не реци никад. Исте године снима филм Мртав на време само што је овај пут играо главну улогу. Следеће његово појављивање на великим платнима је било у филму Високи момак 1989. године. Године 1993. глуми у филму Усијане главе! 2, који је био пародија на филм Рамбо 3.
Један од његових највећих филмских хитова је био филм Четири венчања и сахрана снимљен 1994. Те године позајмљује свој глас Зазуу, лику Дизнијевог анимираног филма Краљ лавова. Након тога Аткинсон наставља да се појављује у помоћним улогама филмова Трка пацова, Скуби Ду и У ствари љубав.
Међутим, 1997. године појављује се његов највећи филмски хит Мистер Бин на филмским платнима широм света. Касније је за овај филм снимљен наставак Мистер Бин на одмору у којем овај препознатљиви лик путује у Француску. Филм је изашао у марту 2007. Између ова два пројекта Аткинсон је снимио још једну пародију, овај пут на Џејмса Бонда. Филм се звао Џони Инглиш, изашао је 2003. и остварио је значајан успех.

### Комика
Једна од препознатљивих елемената његове комике је пренаглашавање слова „Б” у изговору.
Аткинсонов стил је често базиран на визуелним ефектима. Овај визуелни стил, који се често пореди са оним Чарлија Чаплина, издваја Аткинсона од већине данашњих комичара које се углавном ослањају на дијалог или монолог. Роуан има проблем са муцањем, помоћу артикулације је успео да реши свој проблем са муцањем.

## Филмографија
| Година | Наслов на српском            | Оригинални наслов | Глуми                   | Зарада                 |
| ------ | ---------------------------- | ----------------- | ----------------------- | ---------------------- |
| 1981.  |                              |                   | сам себе                |                        |
| 1981.  |                              |                   | разне улоге             |                        |
| 1982.  |                              |                   | сам себе и разне улоге  |                        |
| 1983.  |                              |                   | Бернард Фрип            |                        |
| 1983.  | Никад не реци никад          |                   | Најџел Смол-Фосет       | $55,500,000(САД)       |
| 1988.  |                              |                   | Др Шунер                |                        |
| 1989.  | Високи момак                 |                   | Рон Андерсон            | $510,712(САД)          |
| 1990.  | Вештице                      |                   | Г. Стрингер             | $10,360,553(САД)       |
| 1993.  | Усијане главе! 2             |                   | Декстер Хајмен          | $133,752,825(глобално) |
| 1994.  | Четири венчања и сахрана     |                   | Отац Џералд             | $52,700,832(САД)       |
| 1994.  | Краљ лавова                  |                   | Зазу (глас)             | $422,783,777(САД)      |
| 1997.  | Мистер Бин                   |                   | Мистер Бин              | $45,298,656(САД)       |
| 2000.  |                              |                   | Г. Џејмс                |                        |
| 2001.  | Трка пацова                  |                   | Енрико Полини           | $56,607,223(САД)       |
| 2002.  | Скуби Ду                     |                   | Емил Мондаваријус       | $153,288,182(САД)      |
| 2003.  | Џони Инглиш                  |                   | Џони Инглиш             | $27,972,410(САД)       |
| 2003.  | У ствари љубав               |                   | Руфус                   | $59,365,105(САД)       |
| 2005.  | Ништа без маме               |                   | Пречасни Волтер Гудфела | $1,618,957(САД)        |
| 2007.  | Мистер Бин на одмору         |                   | Мистер Бин              | $32,552,210(САД)       |
| 2011.  | Џони Инглиш: Поново рођен    |                   | Џони Инглиш             | $8,129,455(САД)        |
| 2018.  | Џони Инглиш: Поново у акцији |                   | Џони Инглиш             |                        |
| 2023.  | Вонка                        |                   | свештеник               |                        |

Телевизијске рекламе
| Година    | Оригинални наслов | Глуми              |
| --------- | ----------------- | ------------------ |
| 1980      | Kronenbourg 1664  | Царински службеник |
| 1983      | Appletise         | Рибљи човек        |
| 1989      | Give Blood        | Доктор             |
| 1991−1997 | Barclaycard       | Ричард Летм        |
| 1994      | REMA 1000         | Мистер Бин         |
| 1997      | M&M's             | Мистер Бин         |
| 1999      | Nissan Tino       | Мистер Бин         |
| 2014      | Snickers          | Мистер Бин         |